# Рокінгем (Північна Кароліна)
Рокінгем (англ. Rockingham) — місто (англ. city) в США, в окрузі Річмонд штату Північна Кароліна. Населення — 9243 особи (2020).

## Географія
Рокінгем розташований за координатами 34°56′19″ пн. ш. 79°45′37″ зх. д. / 34.93861° пн. ш. 79.76028° зх. д. (34.938562, -79.760317).  За даними Бюро перепису населення США в 2010 році місто мало площу 19,92 км², з яких 19,85 км² — суходіл та 0,08 км² — водойми.

## Демографія
Згідно з переписом 2010 року, у місті мешкало 9558 осіб у 4042 домогосподарствах у складі 2487 родин. Густота населення становила 480 осіб/км².  Було 4544 помешкання (228/км²).
Расовий склад населення:
| - 57,4 % — білих - 34,1 % — чорних або афроамериканців - 2,1 % — азіатів - 1,7 % — корінних американців - 2,9 % — осіб інших рас |

До двох чи більше рас належало 1,9 %. Частка іспаномовних становила 5,1 % від усіх жителів.
За віковим діапазоном населення розподілялося таким чином: 25,4 % — особи молодші 18 років, 58,4 % — особи у віці 18—64 років, 16,2 % — особи у віці 65 років та старші. Медіана віку мешканця становила 38,2 року. На 100 осіб жіночої статі у місті припадало 87,0 чоловіків;  на 100 жінок у віці від 18 років та старших — 80,8 чоловіків також старших 18 років.
Середній дохід на одне домашнє господарство  становив 46 071 долар США (медіана — 32 353), а середній дохід на одну сім'ю — 55 649 доларів (медіана — 38 648). Медіана доходів становила 50 791 долар для чоловіків та 32 625 доларів для жінок. За межею бідності перебувало 26,6 % осіб, у тому числі 41,3 % дітей у віці до 18 років та 11,4 % осіб у віці 65 років та старших.
Цивільне працевлаштоване населення становило 3364 особи. Основні галузі зайнятості: освіта, охорона здоров'я та соціальна допомога — 32,6 %, виробництво — 13,9 %, роздрібна торгівля — 8,8 %, мистецтво, розваги та відпочинок — 8,5 %.